# Löbichau
Löbichau település Németországban, azon belül Türingiában. Lakosainak száma 957 fő (2023. december 31.).

## Népesség
A település népességének változása:
| Lakosok száma | 953  | 960  | 944  | 978  | 957  |
|               | 2017 | 2019 | 2021 | 2022 | 2023 |